# Agua para inyectables
El agua para inyectables o para inyección es agua de calidad extremadamente alta sin contaminación significativa.  Se utiliza una versión estéril para hacer soluciones que se administrarán mediante inyección.  Antes de dicho uso, generalmente se deben agregar otras sustancias para hacer que la solución sea más o menos isotónica.  Puede administrarse mediante inyección en una vena, un músculo o debajo de la piel.  Se puede usar una versión no estéril en la fabricación siendo realizada la esterilización más adelante en el proceso de producción. 
Si se administra mediante inyección en una vena sin hacerlo más o menos isotónico, puede ocurrir una ruptura de los glóbulos rojos.  Esto puede dar lugar a problemas renales.  La cantidad excesiva también puede resultar en una sobrecarga de líquidos.  El agua para inyección generalmente se produce por destilación o por ósmosis inversa.  Debe contener menos de un mg de elementos distintos de agua por cada 100 ml.  También están disponibles versiones con agentes que detienen el crecimiento bacteriano.
Está en la Lista de medicamentos esenciales de la Organización Mundial de la Salud, los medicamentos más efectivos y seguros que se necesitan en un sistema de salud.  El agua para inyección está disponible sin receta.  El costo mayorista en el mundo en desarrollo es de aproximadamente US$0,03 a 0,15 por vial de 10 ml.  En el Reino Unido, esta cantidad le cuesta al NHS £0.25 a 1,40.

## Otros nombres
Aqua ad iniectabilia o aqua ad injectionem